# PARQUET
『PARQUET』（パルケ）は、ゆずソフトSOURより2021年7月31日に発売されたPCおよびスマートフォン（iOS/Android）向けゲームソフト。

## 概要
ゆずソフトの全年齢向けブランドである「ゆずソフトSOUR」の第1弾タイトルとなる恋愛アドベンチャーゲーム。通常のADVよりも価格の抑えられた いわゆる「ロープライス」と区分されるものであるが、製作陣はメインブランドと同じメンバーであることが特徴。システム面でもメインブランドゆずソフトと同様のシステムを利用しているため、セーブやキーアサイン設定なども同社フルプライス作品と同一である。

## ストーリー
舞台はIT技術が大きく進化し、『BMI』という機器が身近な道具となった街である。BMIを含めた電機商品を製造する会社『伊吹』にて業績を上げるためにBMIの技術によって『作られた』主人公は、伊吹の業績を上げ、改革を成功させた。
しかし改革の妨げの要因であった取締役を解任させた際、彼から吐き捨てるように言われた「出来損ないの人形」という言葉が心に引っかかった主人公は人間や普通というものがどういうものかを知るために『伊吹カナト』という名前を貰い、外の世界へ足を踏み入れた。
初日の夜に興味本位で飲んだ酒で苦しんでいた所を『茨木リノ』という女性に助けられ、次の日の昼間は柄の悪い男達に絡まれていた所を『城門ツバサ』という女性に助けられ、住所や戸籍を持っていないならルームシェアをしないかと提案される。部屋に着くなりすぐに眠りについたツバサだったが、しばらくして目覚めたのはツバサではなくウィッグを外したリノであり、二人は昼と夜でそれぞれ体を共有していた事が判明する。
リノの承諾も得た上で、3人のルームシェアが始まる。一方、街では『BMI』の技術を使った犯罪が多発していた。

## 登場人物
伊吹 カナト (いぶき　かなと）
声 - 無し
主人公。とある技術によって生み出された、特殊な存在。『魂の拡張』という力を持つ。
茨木 リノ（いばらき りの）
声 - 東山奈央
ヒロイン。一見クールそうに見えるが、実は優しい性格。困っている人は見捨てられない。
城門 ツバサ（きど　つばさ）
声 - 東山奈央
ヒロイン。明るい性格で食べることが大好き。すでに他界しているが、BMIを使ってリノの体に人格を移植することで延命している。
三吉 愛花(みよし　まなか)
声 - 長谷川育美
『伊吹』で働く女性社員で、主人公の管理役かつ主人公に「伊吹カナト」という名前を与えた人物。
熊童 亜弥 (くまどう　あや）
声 - 笹本菜津枝
リノが働いているフラワーショップの店長。
金平 仁香 (かねひら　にか）
声 - 首藤志奈
街を彷徨っていたカナトにBMI関連の商品をセールスしに来た女性。
マスター
声 - 景浦大輔
ツバサが働いているカフェのマスター。

## スタッフ
- キャラクターデザイン・原画 - こぶいち、むりりん、羽純りお
- SD原画 - こもわた遙華
- シナリオ - 天宮りつ
- 企画協力 - 御影
- 音楽 - Famishin、Angel Note
- 背景 - ろど、Ryouma
- ディレクター - ろど

## 主題歌
オープニング主題歌「BEYOND」
作詞 - 安月名莉子 / 作曲 - Famishin / 編曲 - 井ノ原智（Angel Note） / 歌 - 安月名莉子
ギター - Asai Yasuo、Luhica Suzuki

## 売上
2025年7月31日時点でジワ売れしており、売上本数は7万本近い。